# Кавендишская лаборатория
Кавендишская лаборатория — физический факультет Кембриджского университета. Лаборатория создана в 1874 году как первая в мире учебно-научная лаборатория, где студенты могли как учиться, так и проводить исследования вместе с сотрудниками университета (официальное открытие произошло 16 июня). Первоначально находилась в самом центре Кембриджа в переулке Фри-Скул. В 1970-х годах был построен новый комплекс зданий для лаборатории на западной окраине города.
В лаборатории существует традиционное почётное звание Кавендишского профессора, которое носит один из профессоров лаборатории. В своё время Кавендишскими профессорами были всемирно известные британские физики лорд Релей, сэр Дж. Дж. Томсон, лорд Резерфорд, сэр Уильям Брэгг, сэр Невилл Мотт, сэр Брайан Пиппард, сэр Сэм Эдвардс. По состоянию на 2012 год Кавендишский профессор — сэр Ричард Френд. Девизом лаборатории служит фраза, произнесённая первым директором Кавендишской лаборатории Джеймсом Максвеллом: «Я никогда не отговариваю человека от попытки провести тот или иной эксперимент; если он не найдёт того, что ищет, он, может быть, откроет нечто иное».
Распространено мнение, что Кавендишская лаборатория названа в честь известного британского физика и химика Генри Кавендиша, младшего сына 2-го герцога Девоншира. Однако это не так. Лаборатория названа в честь своего основателя, Уильяма Кавендиша, 7-го герцога Девоншира. Во время создания лаборатории он был канцлером Кембриджского университета и пожертвовал крупную сумму на открытие этой учебно-научной лаборатории при университете.
По состоянию на 2012 год 29 исследователей-сотрудников лаборатории получили Нобелевские премии.

## Ядерная физика
Один из методов производства плутония и нептуния (бомбардировкой нейтронами ядер урана-238) был предложен сотрудниками лаборатории Игоном Бретчером и Норманом Физером в 1940 году и, независимо, группой американских физиков в Калифорнийском университете в Беркли. В лаборатории было синтезировано более двухсот изотопов (одно из наибольших количеств среди лабораторий мира).

## Нобелевские лауреаты, работавшие в лаборатории
1. лорд Релей (физика, 1904)
2. сэр Дж. Дж. Томсон (физика, 1906)
3. лорд Резерфорд (химия, 1908)
4. сэр Уильям Брэгг (физика, 1915)

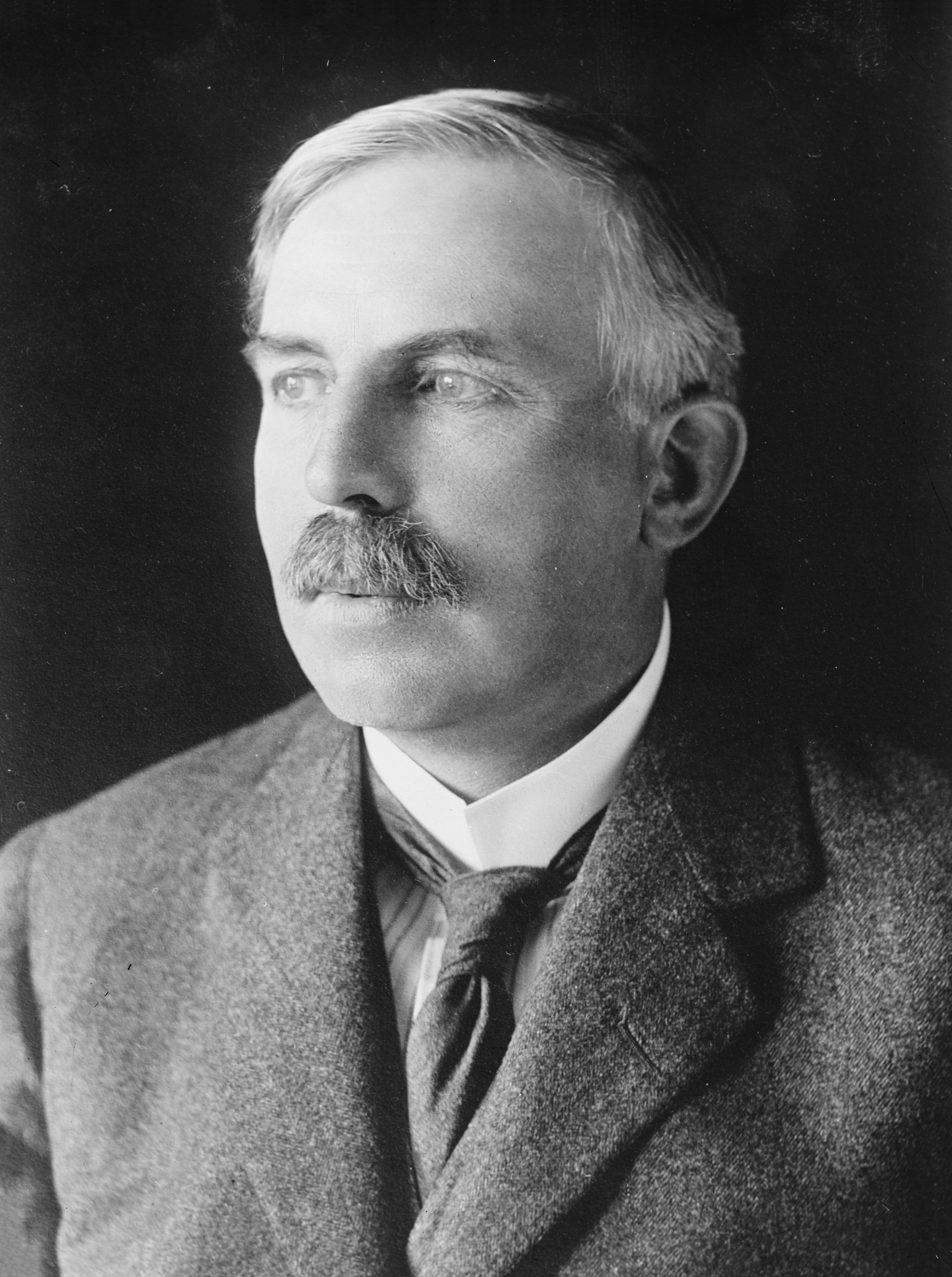
Эрнест Резерфорд

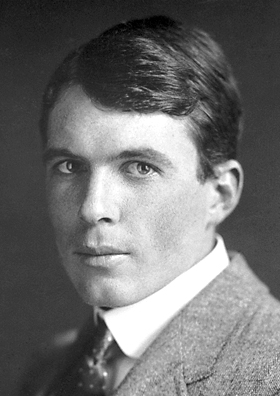
Уильям Лоренс Брэгг

Мартин Райл

5. Чарлз Гловер Баркла (физика, 1917)
6. Фрэнсис Астон (химия, 1922)
7. Чарлз Вильсон (физика, 1927)
8. Артур Комптон (физика, 1927)
9. Оуэн Ричардсон (физика, 1928)
10. Джеймс Чедвик (физика, 1935)
11. Джордж Томсон (физика, 1937)
12. Эдуард Виктор Эплтон (физика, 1947)
13. Патрик Блэкетт (физика, 1948)
14. Джон Кокрофт (физика, 1951)
15. Эрнест Уолтон (физика, 1951)
16. Фрэнсис Крик (физиология и медицина, 1962)
17. Джеймс Уотсон (физиология и медицина, 1962)
18. Макс Перуц (химия, 1962)
19. Джон Кендрю (химия, 1962)
20. Дороти Ходжкин (химия, 1964)
21. Брайан Джозефсон (физика, 1973)
22. Мартин Райл (физика, 1974)
23. Энтони Хьюиш (физика, 1974)
24. Невилл Мотт (физика, 1977)
25. Филип Андерсон (физика, 1977)
26. Капица, Пётр Леонидович (физика, 1978)
27. Аллан Кормак (физиология и медицина, 1979)
28. Абдус Салам (физика, 1979)
29. Аарон Клуг (химия, 1982)
30. Норман Рамзей (физика, 1989)